# Höhl (Eurasburg)
Höhl ist ein Gemeindeteil von Eurasburg im oberbayerischen Landkreis Bad Tölz-Wolfratshausen. Die Einöde liegt circa eineinhalb Kilometer südwestlich von Beuerberg.